# Russula xerampelina
Russula xerampelina, (Jacob Christian Schäffer 1774 ex Elias Magnus Fries, 1838)  sin. Russula erythropus (Elias Magnus Fries ex Ernest-René Peltereau, 1908), din încrengătura Basidiomycota în familia Russulaceae și de genul Russula, denumită în popor scrumbia pădurii, este o  specie de ciuperci comestibile care coabitează, fiind un simbiont micoriza (formează micorize pe rădăcinile arborilor). Ea se poate găsi în România, Basarabia și Bucovina de Nord oriunde solitară sau în grupuri mai mici prin luminișuri, în păduri de conifere, mai rar în cele foioase, de la câmpie la munte, din iunie până în octombrie (noiembrie).

## Descriere

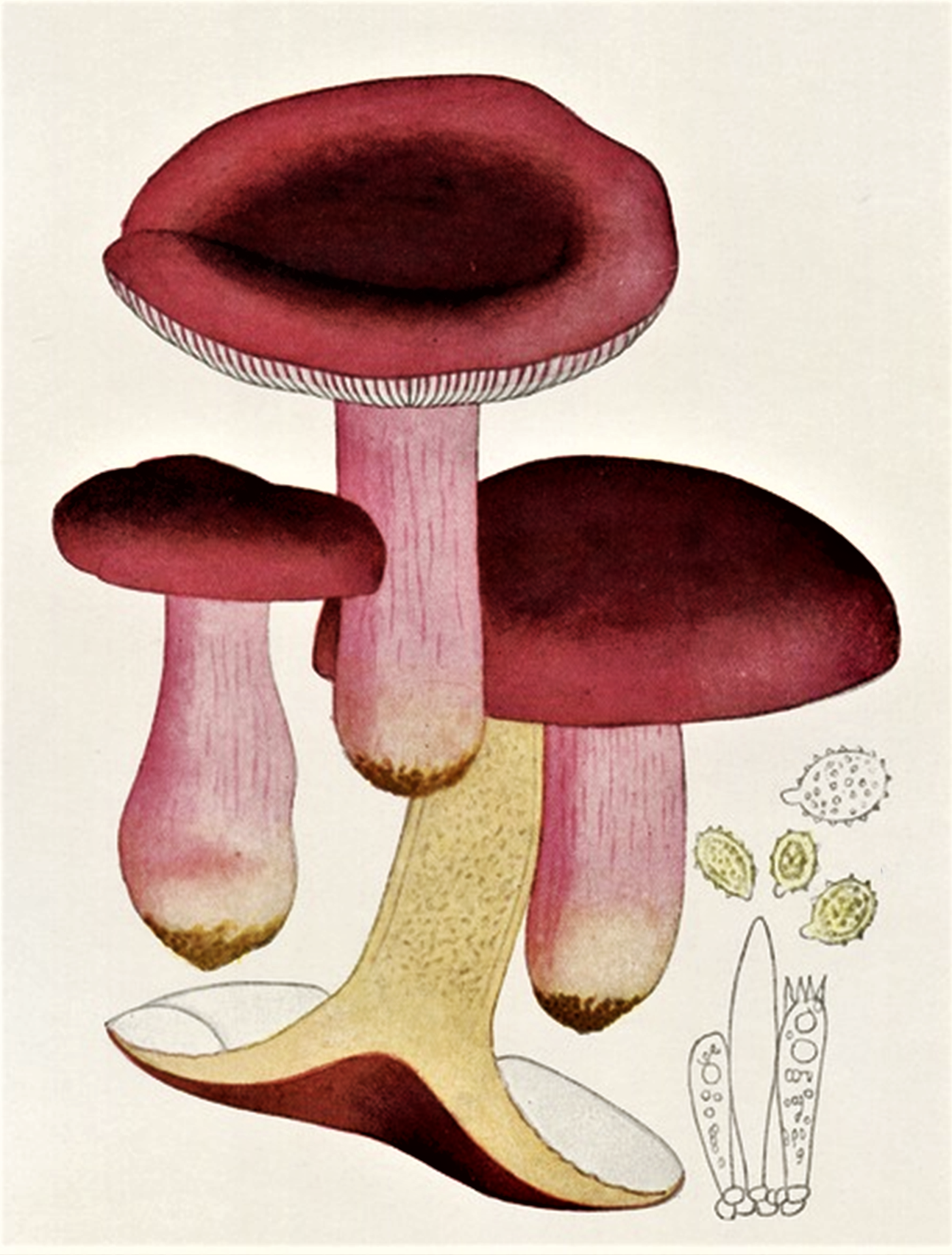
Bres.: R. xerampelina

- Pălăria: este de mărime medie pentru ciuperci plin dezvoltate cu un diametru de aproximativ 5-12 cm, este cărnoasa, inițial semisferică cu marginea întâi răsfrântă spre picior, apoi întinsă și ușor adâncită în centru, deseori devreme deprimată. Cuticula care poate fi parțial cojită, este netedă,  lucioasă și lipicioasă la exemplarele tinere sau la umezeală, exemplarele mature având o margine striată. Coloritul pălăriei diferă foarte mult, putându-se schimba de la carmin sau purpuriu în ruginiu, vânăt, culoare de vin roșu, chiar brun-măsliniu, uneori cu pete verzi, centrul fiind întotdeauna mai închis, deseori negricios.
- Lamelele: sunt în tinerețe dense, apoi mai îndepărtate și bombate, legate prin vinișoare subțiri, destul de moi și unite cu piciorul. Ele sunt inițial albicioase, devenind cu vârsta crem-gălbuie și brunând la apăsare.
- Piciorul: are o înălțime de 4-10 cm și o lățime de 1,5-3 cm, fiind cilindric și cărnos, consistent și casant, rupându-se ca o cretă, puțin subțiat în partea de sus și îngroșat la mijloc precum subțiat la bază, cu suprafață ridată. Culoarea este bazal albă, presărată de un ton roz-purpuriu, decolorându-se la bătrânețe sau apăsare în maroniu.
- Carnea: este densă, în picior spongioasă, fiind în tinerețe de miros imperceptibil, căpătând mai târziu cel de creveți, chiar de heringi, având  gust plăcut și dulceag. Culoarea ei este albă, dar tăiată, se decolorează în contact cu aerul ușor în galben, apoi maroniu și în sfârșit brun.
- Caracteristici microscopice: are spori elipsoidali, cu o mărime de 8-12 x 7,5-10,5 microni. Pulberea lor este crem.[3][4]
- Reacții chimice: Buretele se decolorează cu anilină roșu și cu sulfat de fier verde-măsliniu.[3][5]

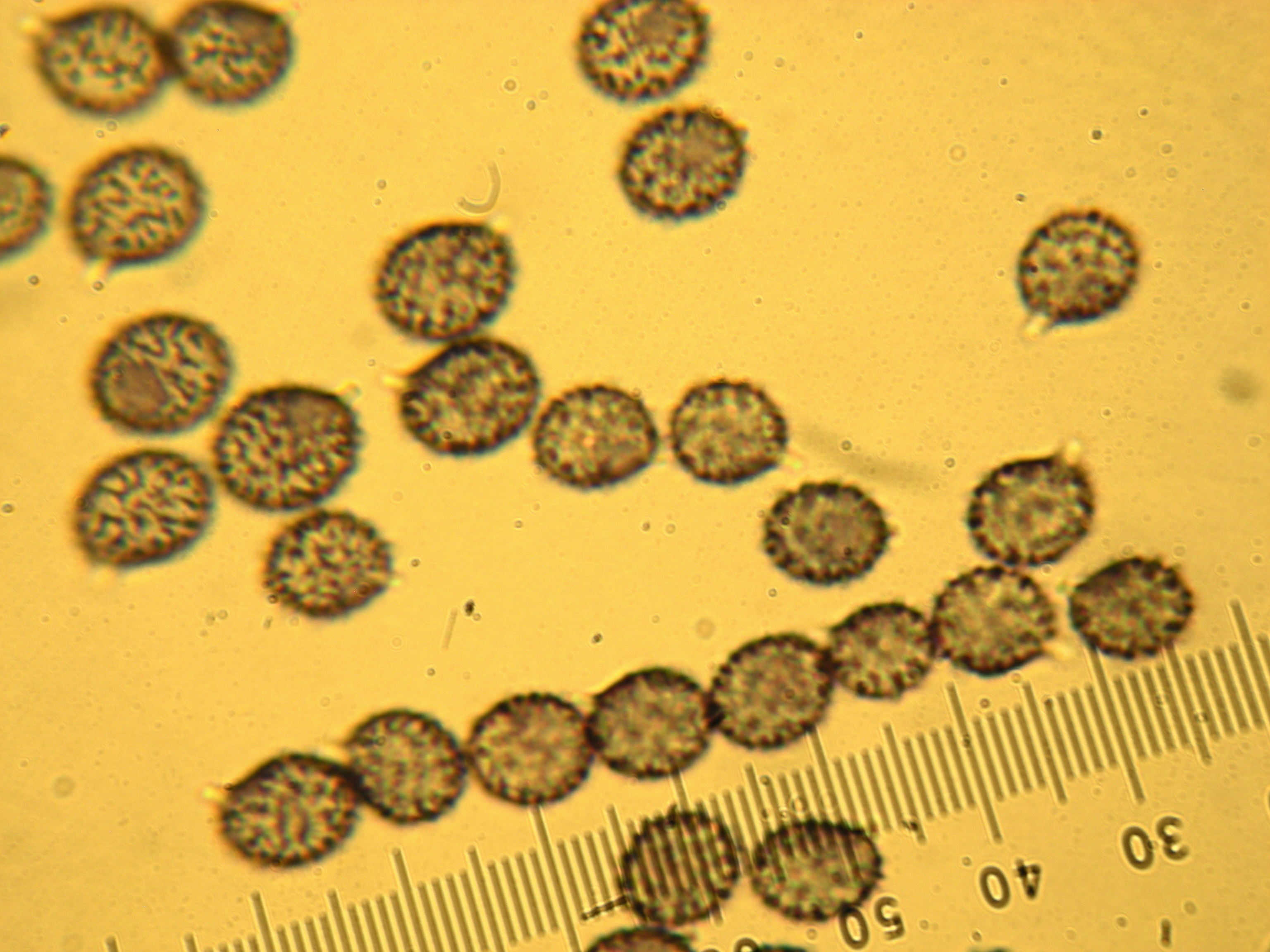
R. xerampelina, spori
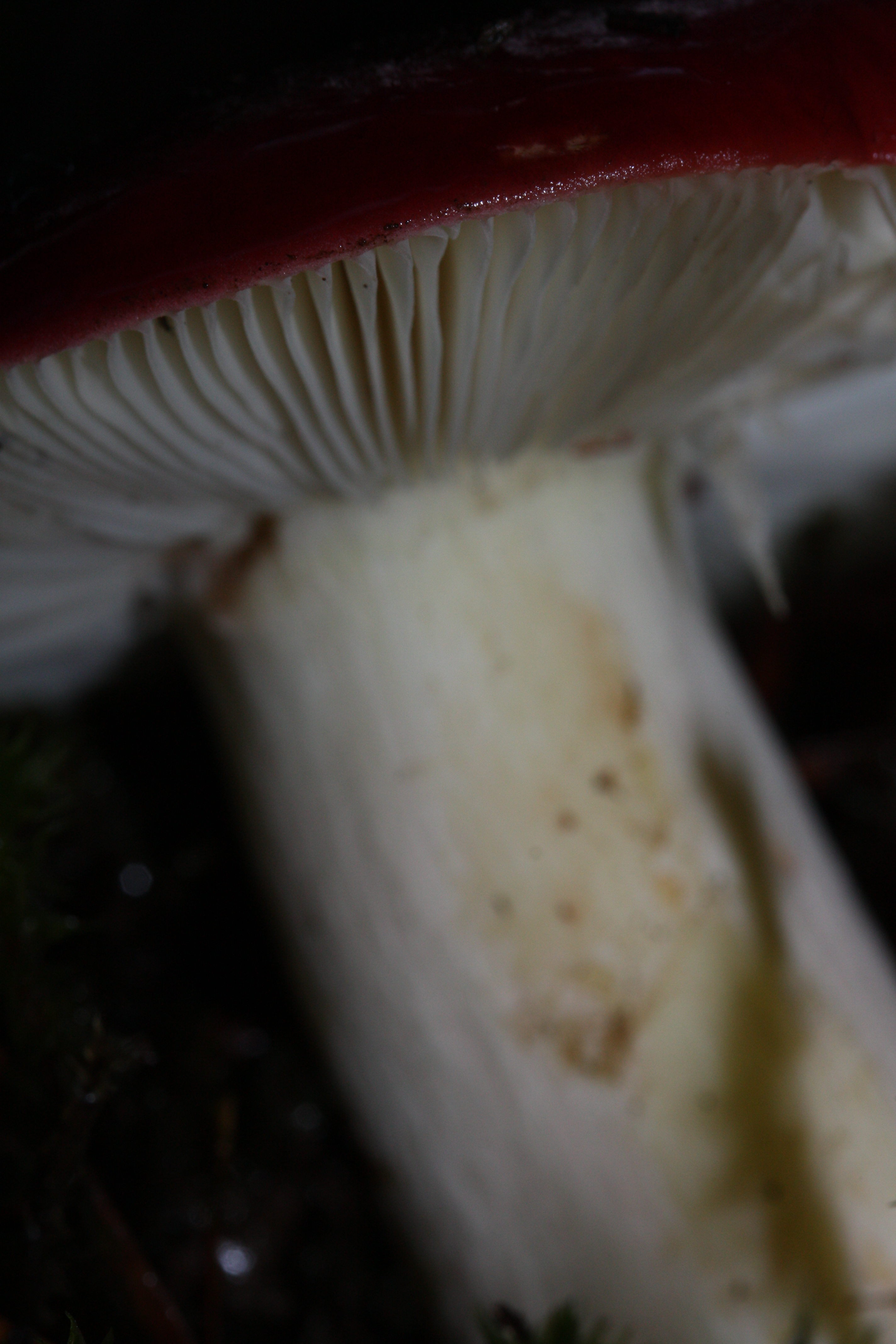
R. xerampelina, lamele
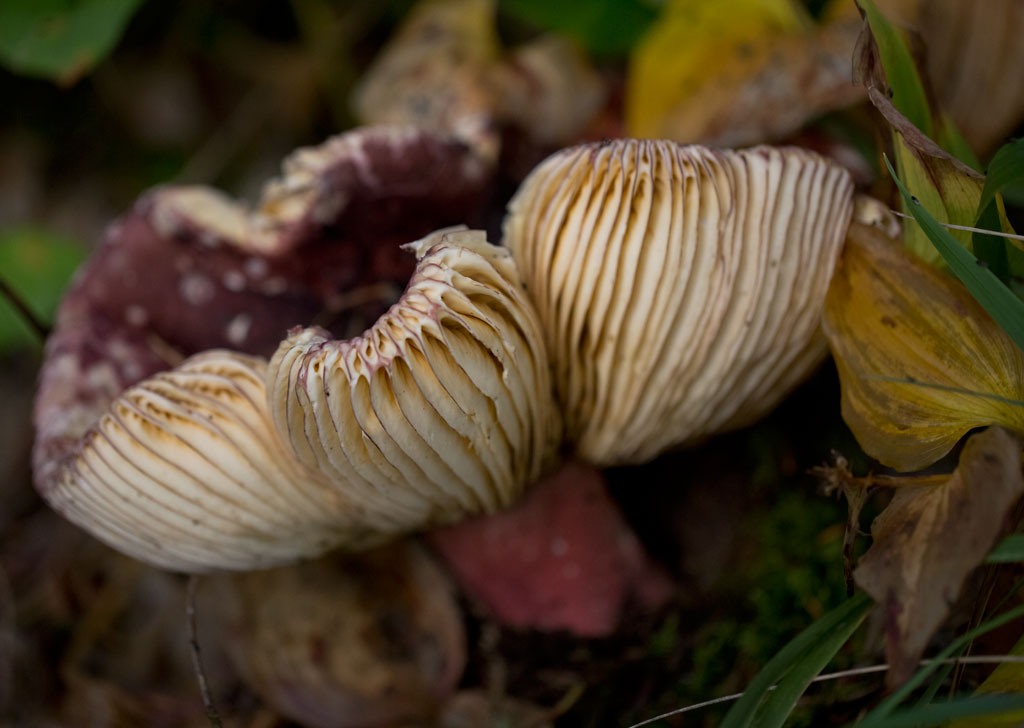
R. xerampelina bătrână

## Confuzii
Russula xerampelina nu este ușor de recunoscut. La o privire superficială precum în stadiu tânăr, ar putea fi confundată cu Russula cyanoxantha, Russula integra,
Russula lilacea sin. Russula carnicolor, Russula nauseosa, Russula mustelina, Russula vesca precum Russula vinosa sin. Russula obscura (carnea devenind gri la contact cu aerul),  cu toate gustoase, mai departe cu Russula aeruginea (vinețica porcului), Russula alutacea (lamele galbene), Russula azurea, Russula grisea, (burete de spin, vinețica cenușie) și Russula viscida (cu pete de ocru pe pălărie), toate comestibile, dar de valoare scăzută.
Dar și ciuperci necomestibile ca Russula badia sin. Russula friesii, (miroase ca o cutie de țigară ca cedru, la început de gust dulce, după scurt timp însă extrem de iute), Russula queletii, (foarte iute, usturoiară precum otrăvitoare) Russula rubra (miros plăcut, dar foarte iute, lamele de la maturitate galbene),'Russula sardonia (lamele galbene, tare lăcrimoase, carne foarte iute și ușor otrăvitoare) sau Russula violacea precum cu toxica Russula fragilis. O confuzie cu buretele mortal Amanita phalloides se interzice, acesta având mereu volvă și manșetă perfect vizibile.

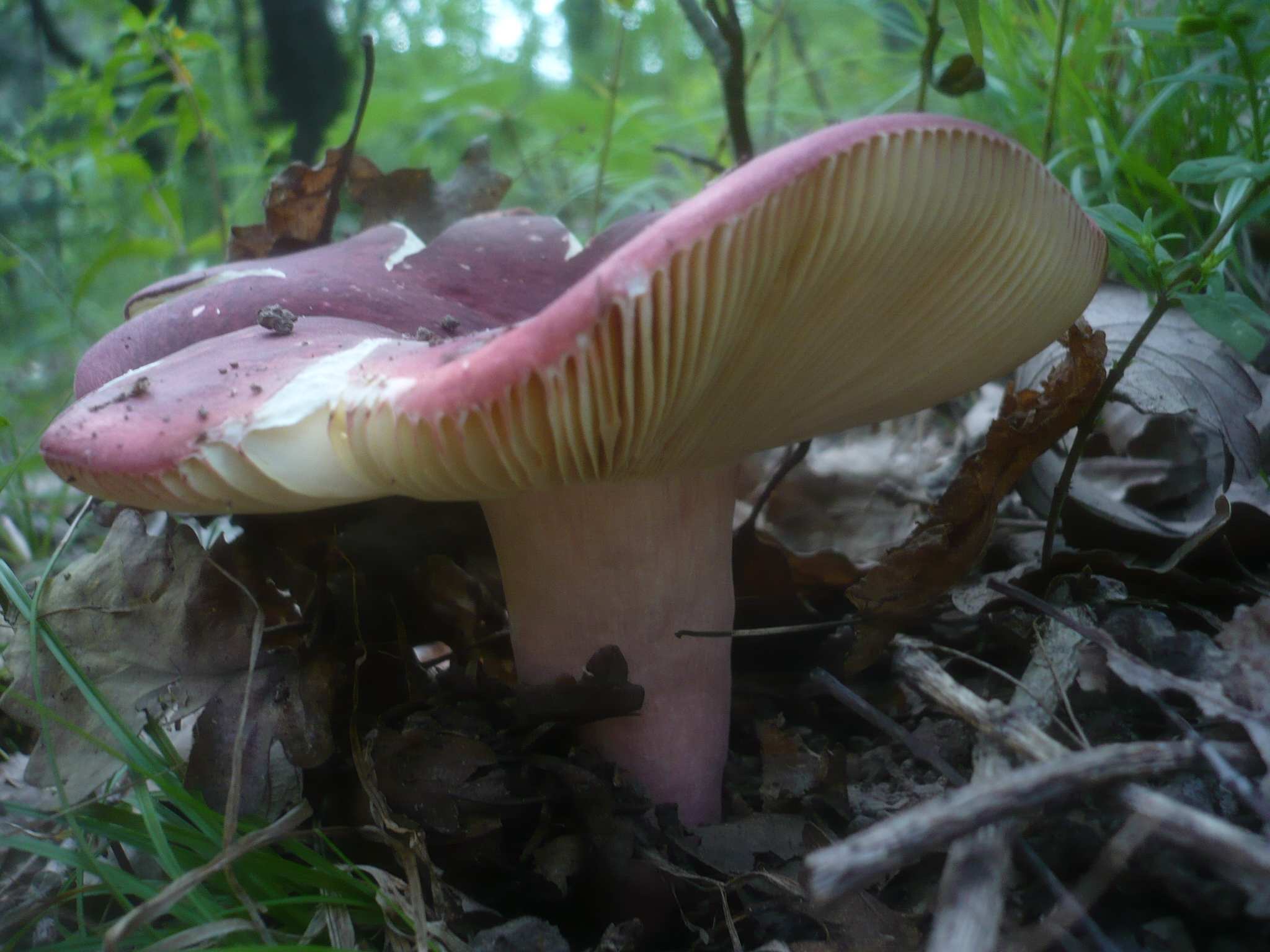
Russula alutacea
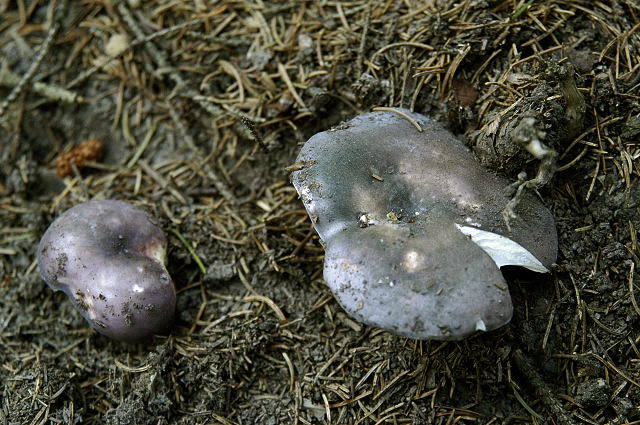
Russula azurea
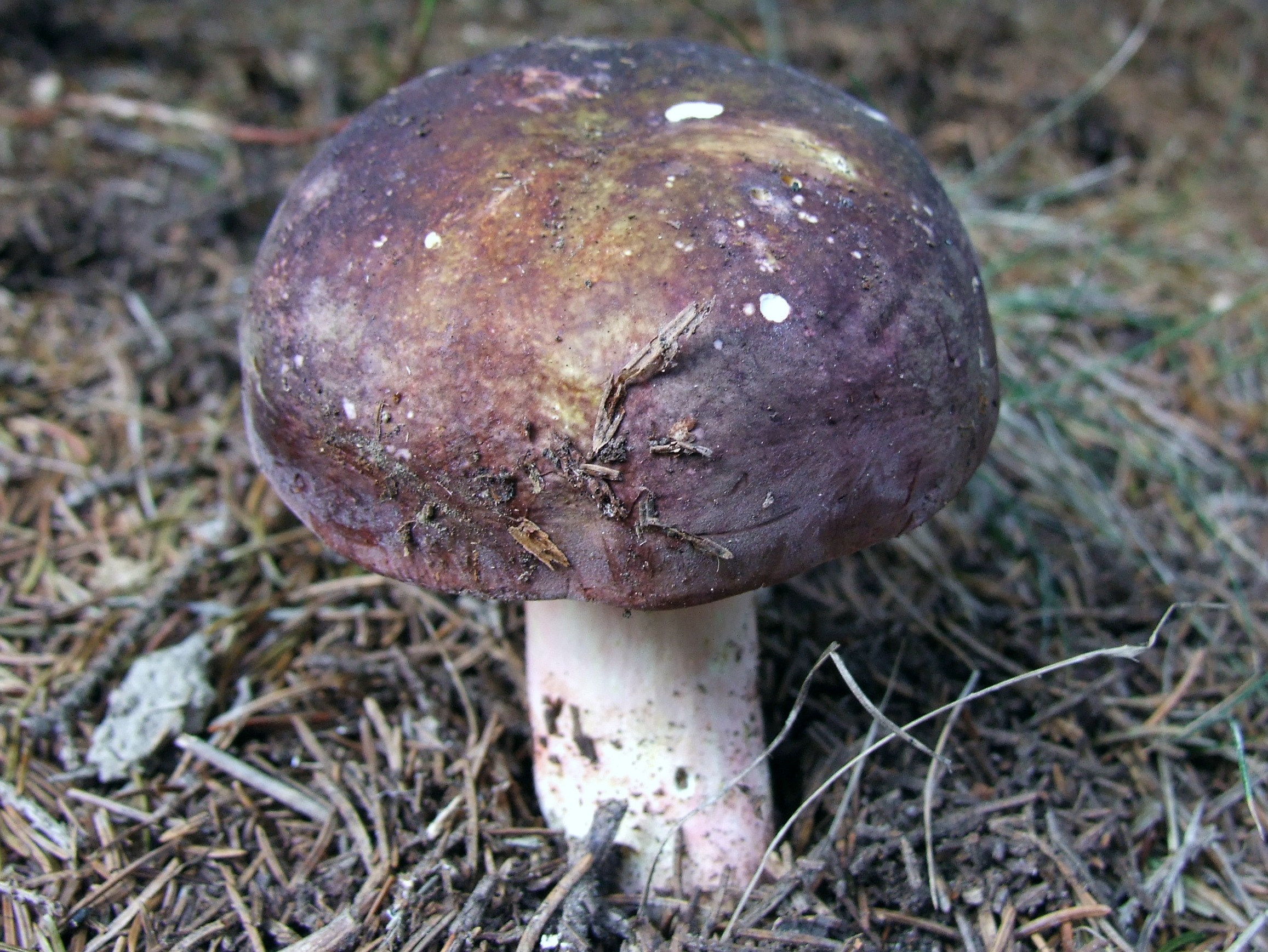
Russula cyanoxantha
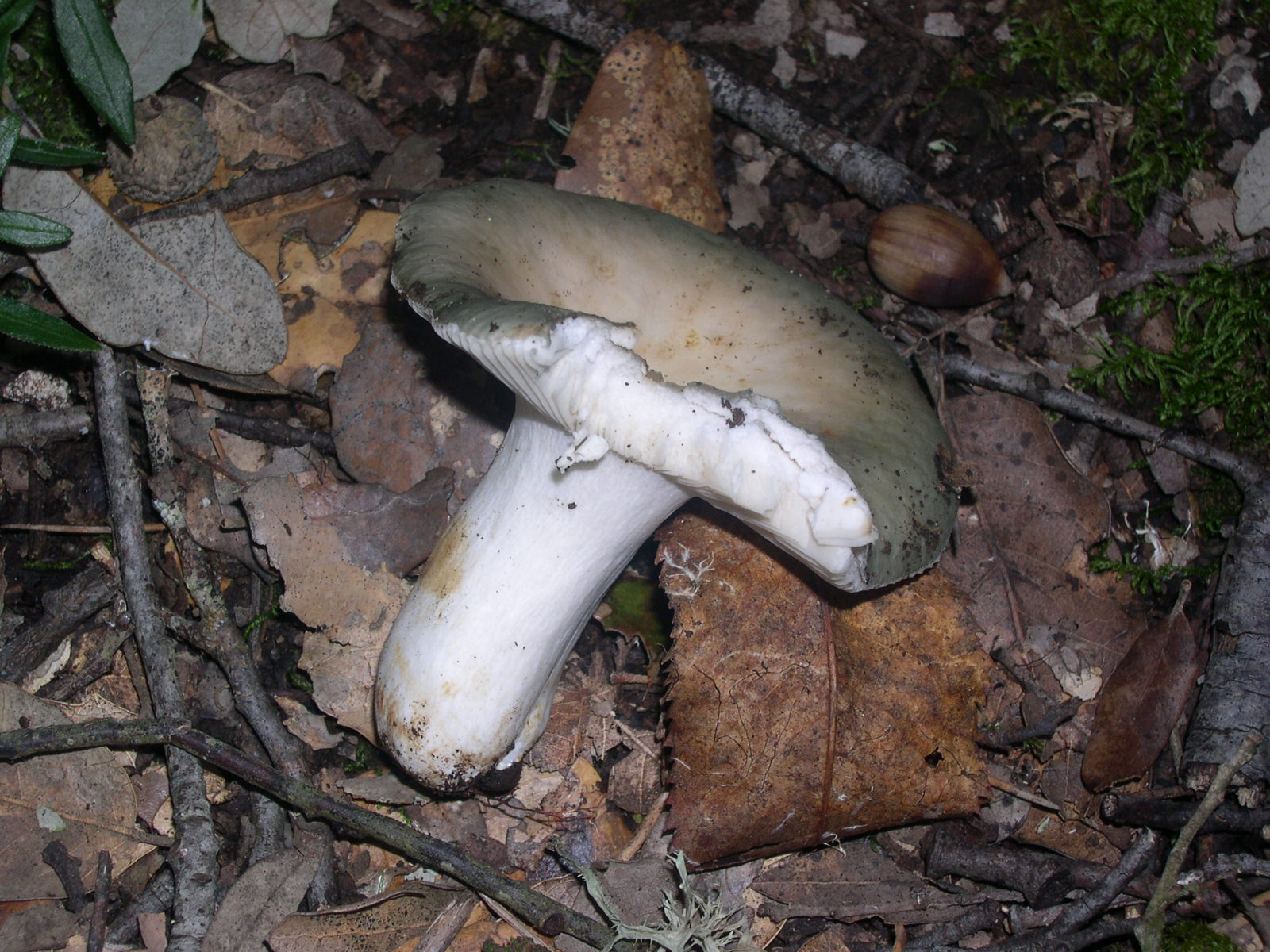
Russula grisea
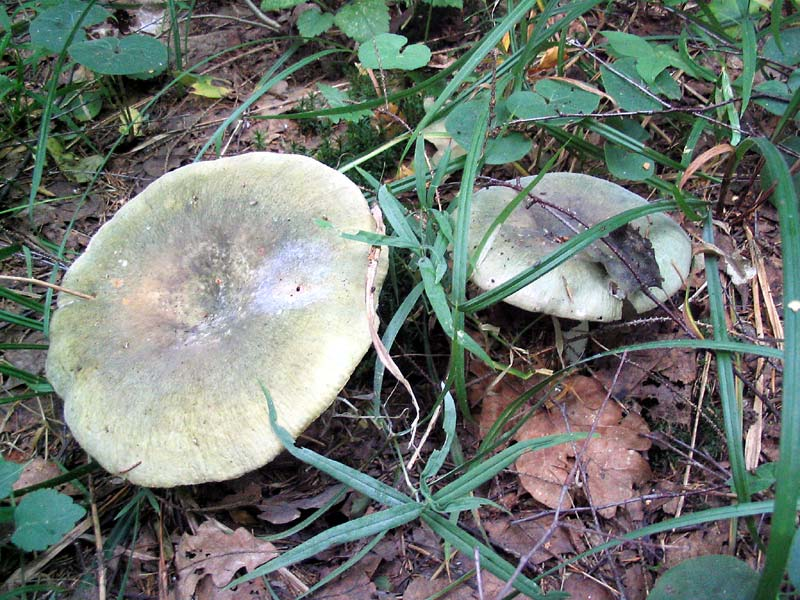
Russula aeruginea
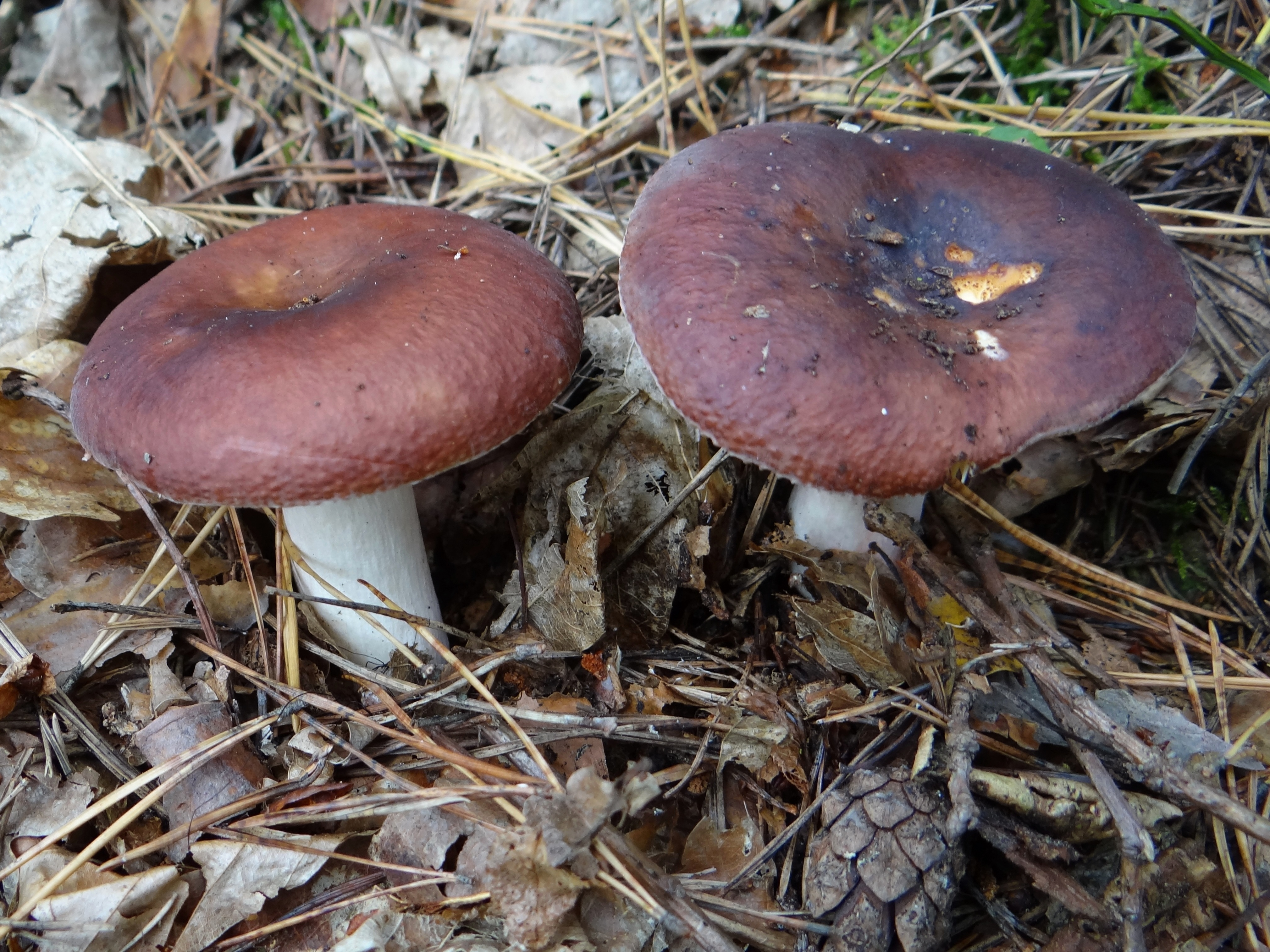
Russula integra
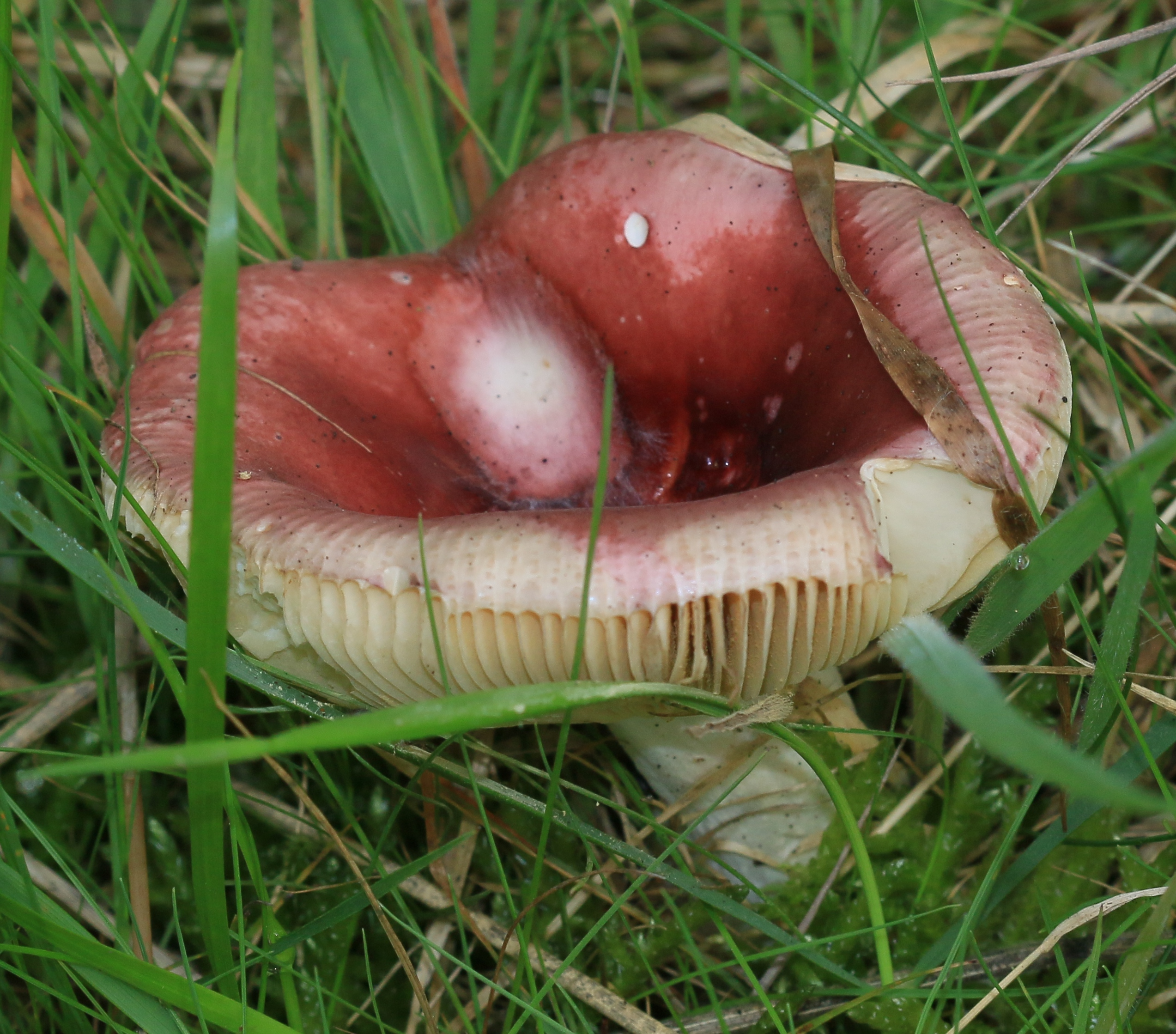
Russula lilacea
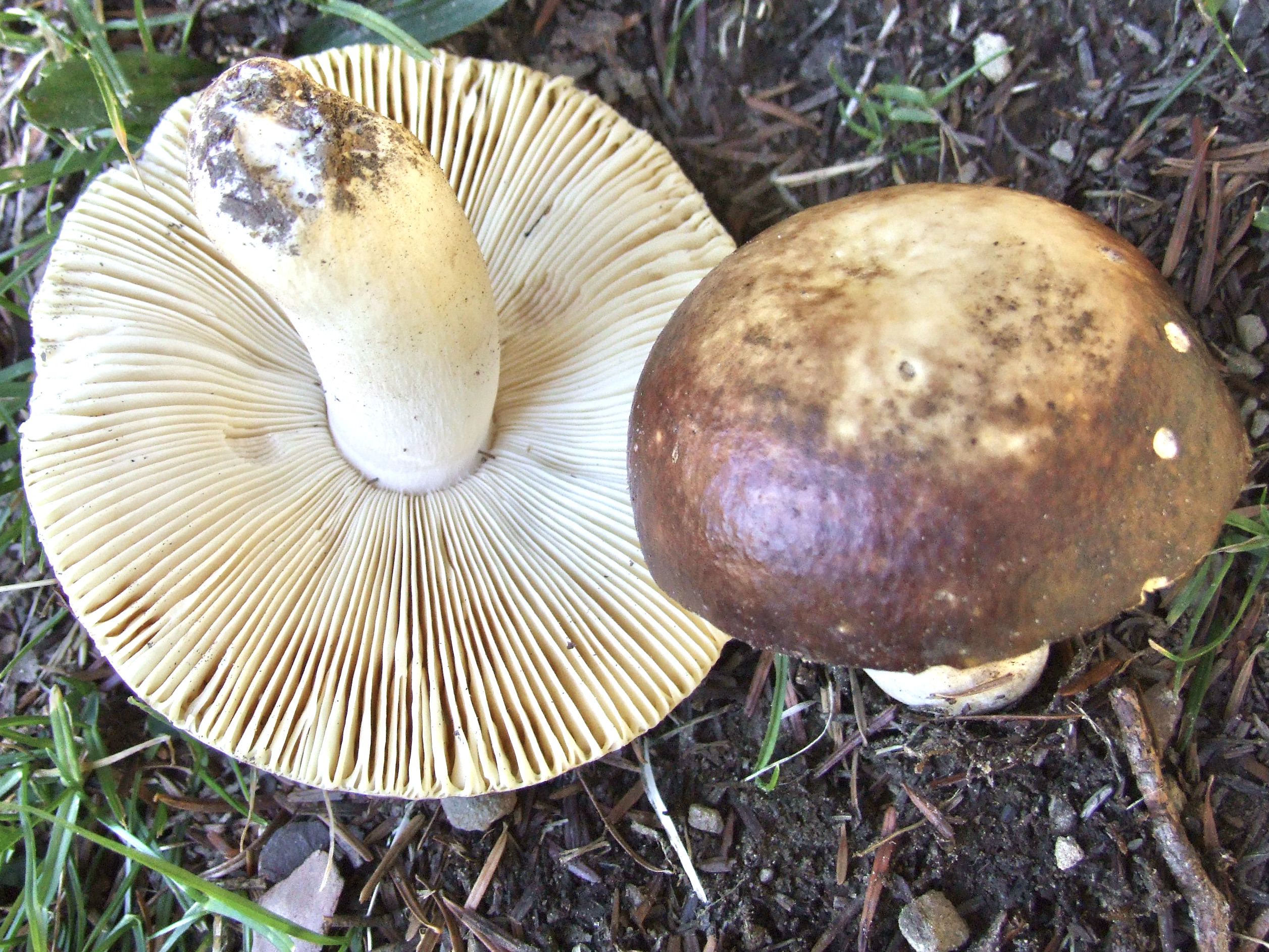
Russula mustelina
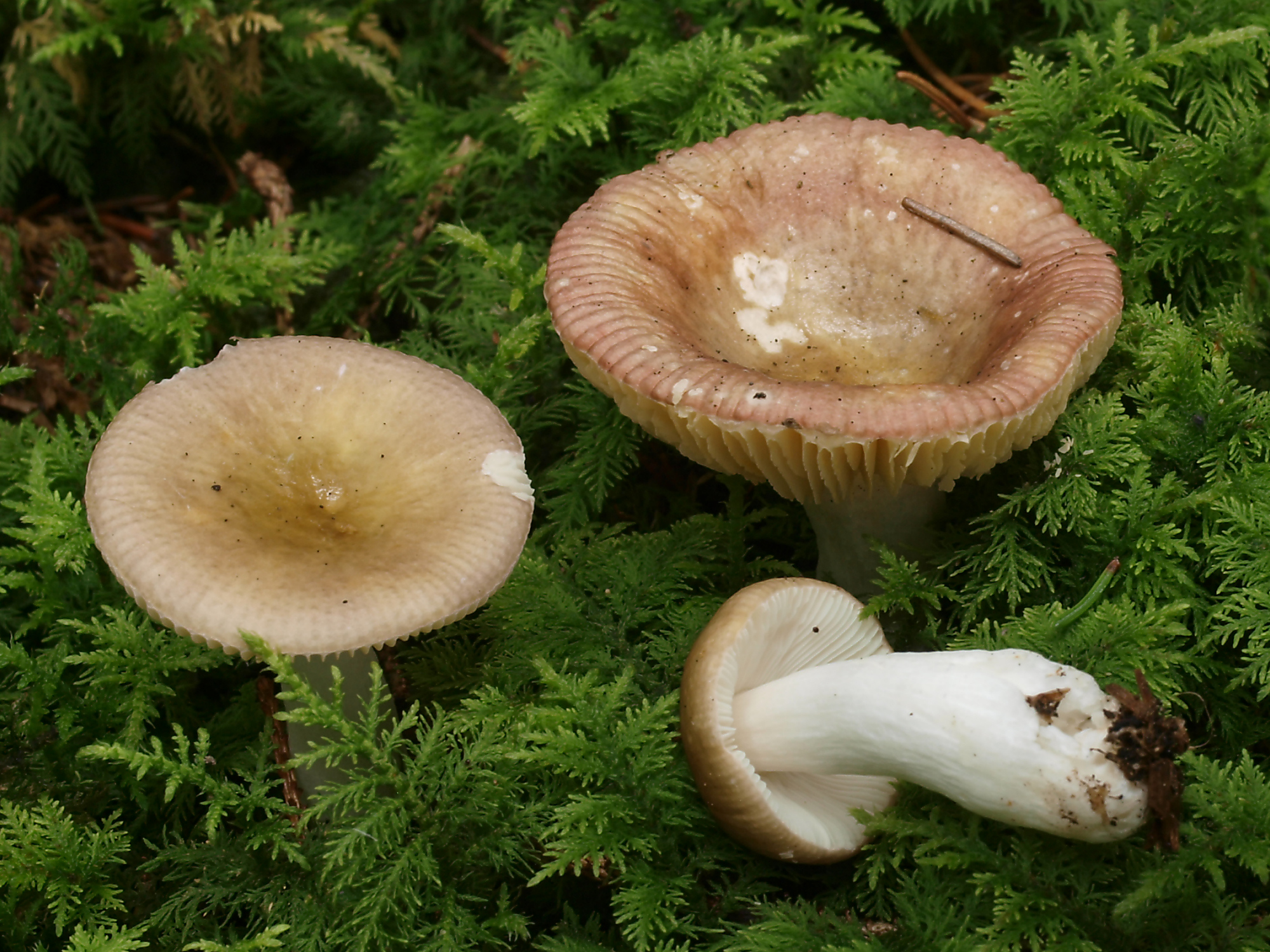
Russula nauseosa

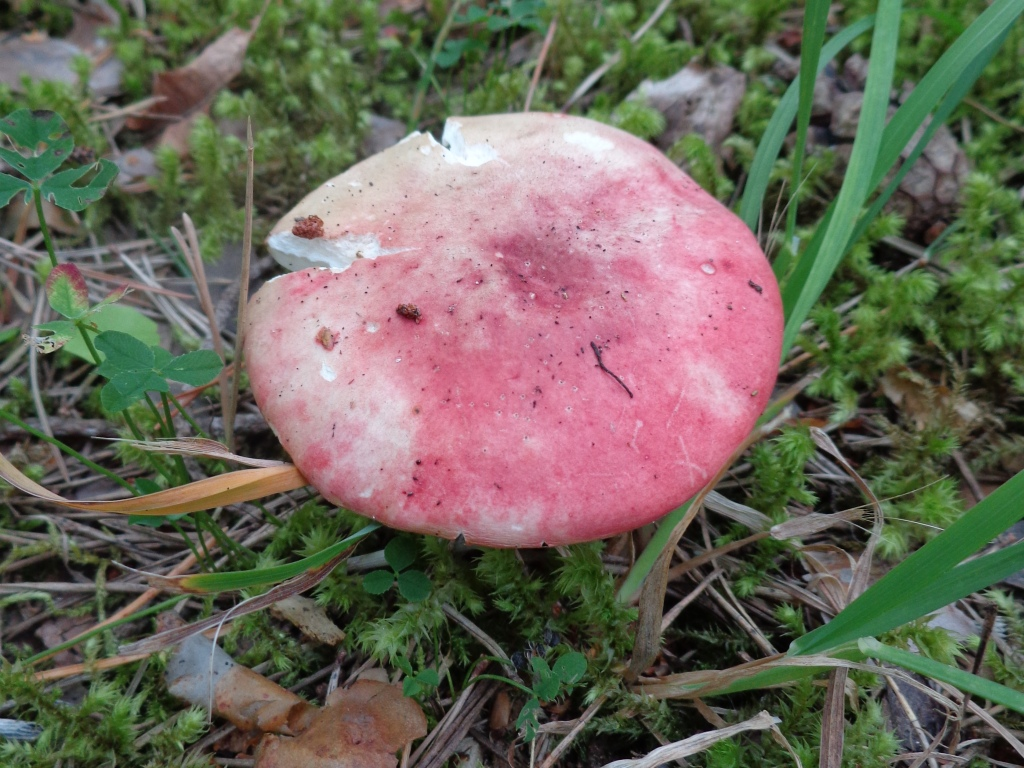
Russula vesca
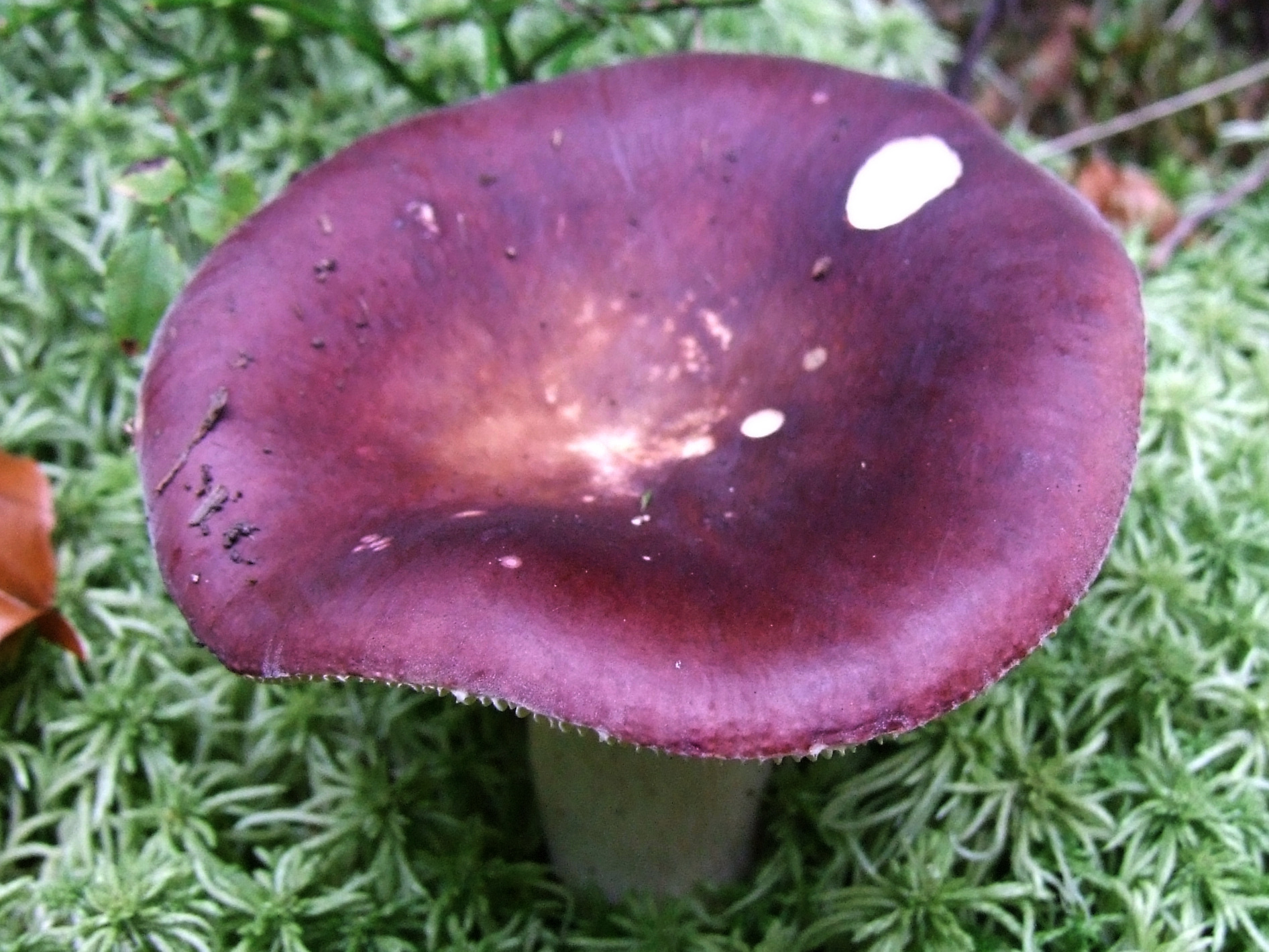
Russula vinosa sin. Obscura
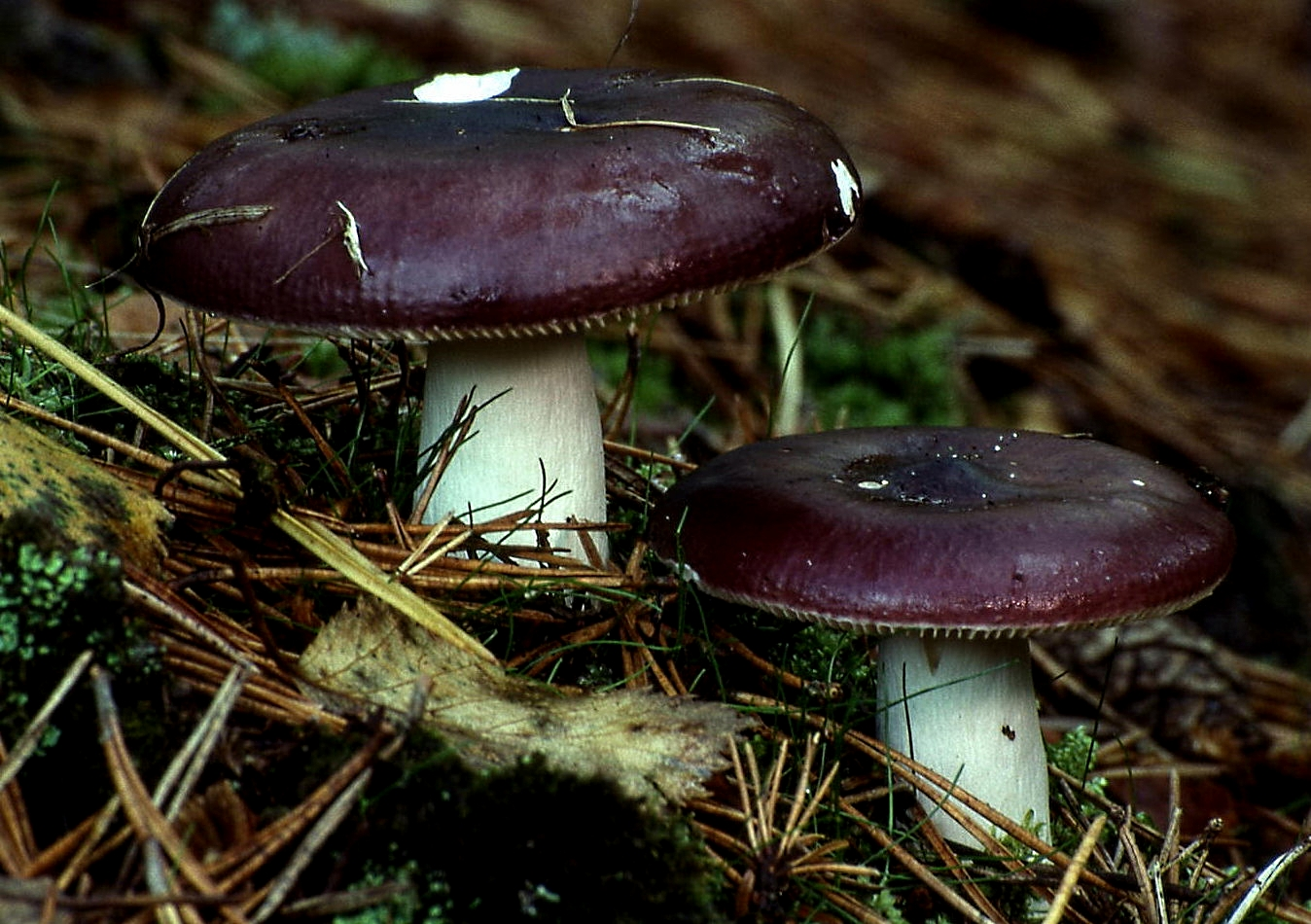
Russula viscida
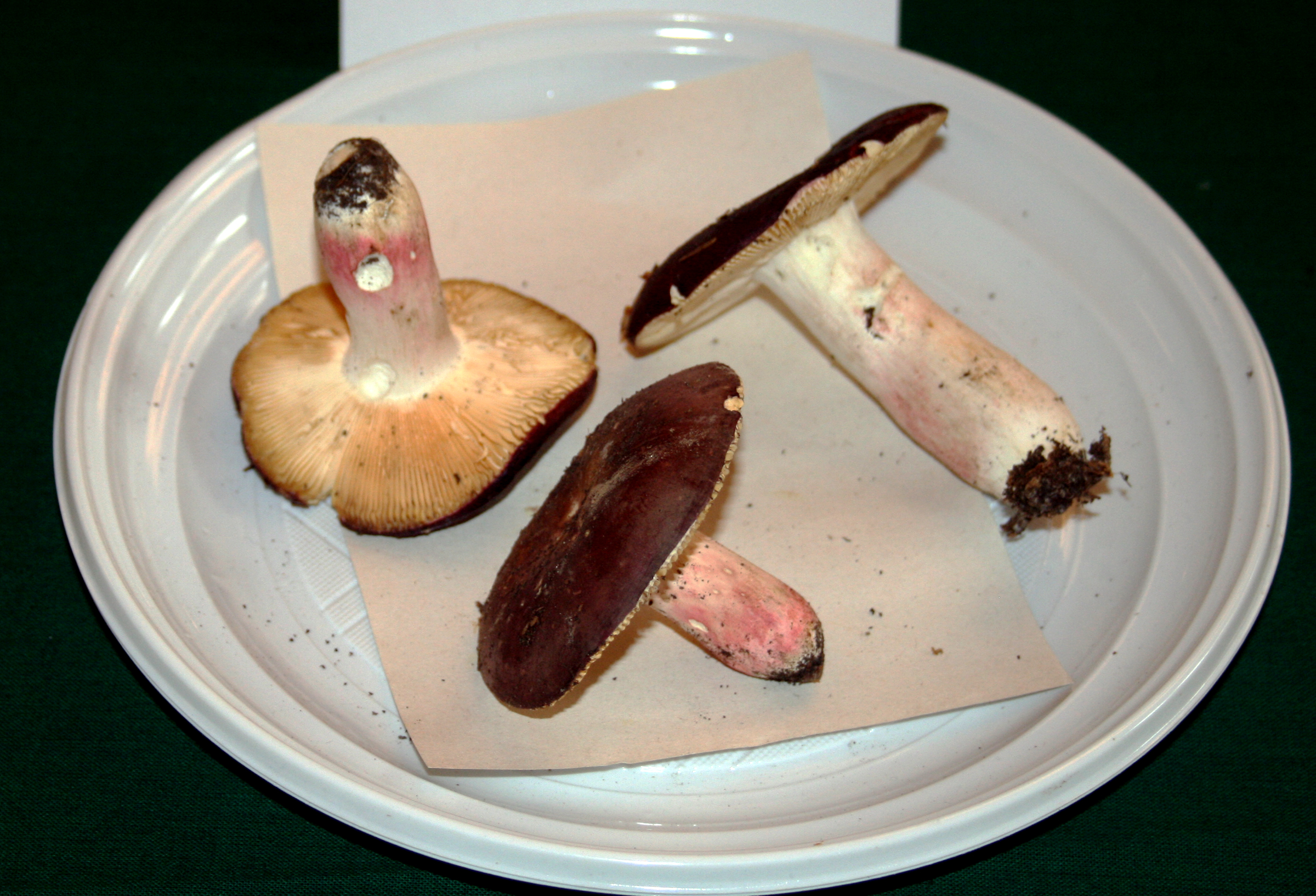
!Russula badia!
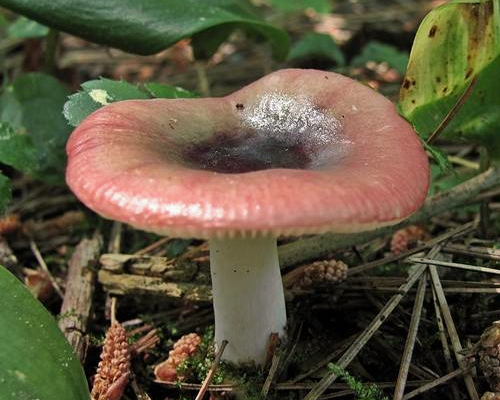
!!Russula fragilis!!
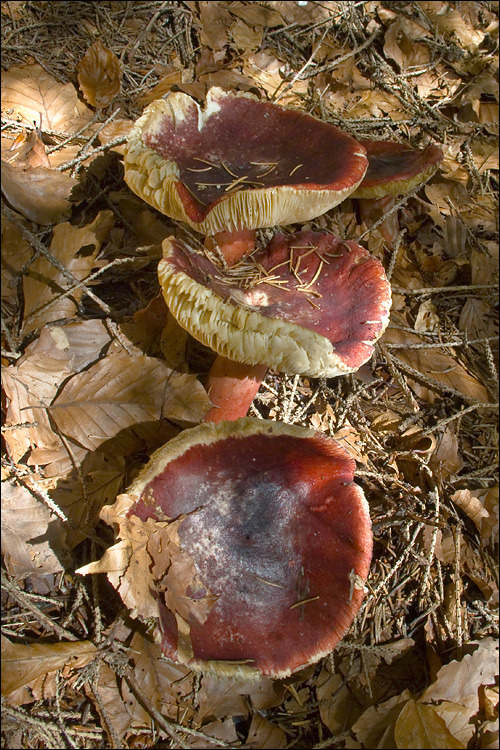
!!Russula queletii!!
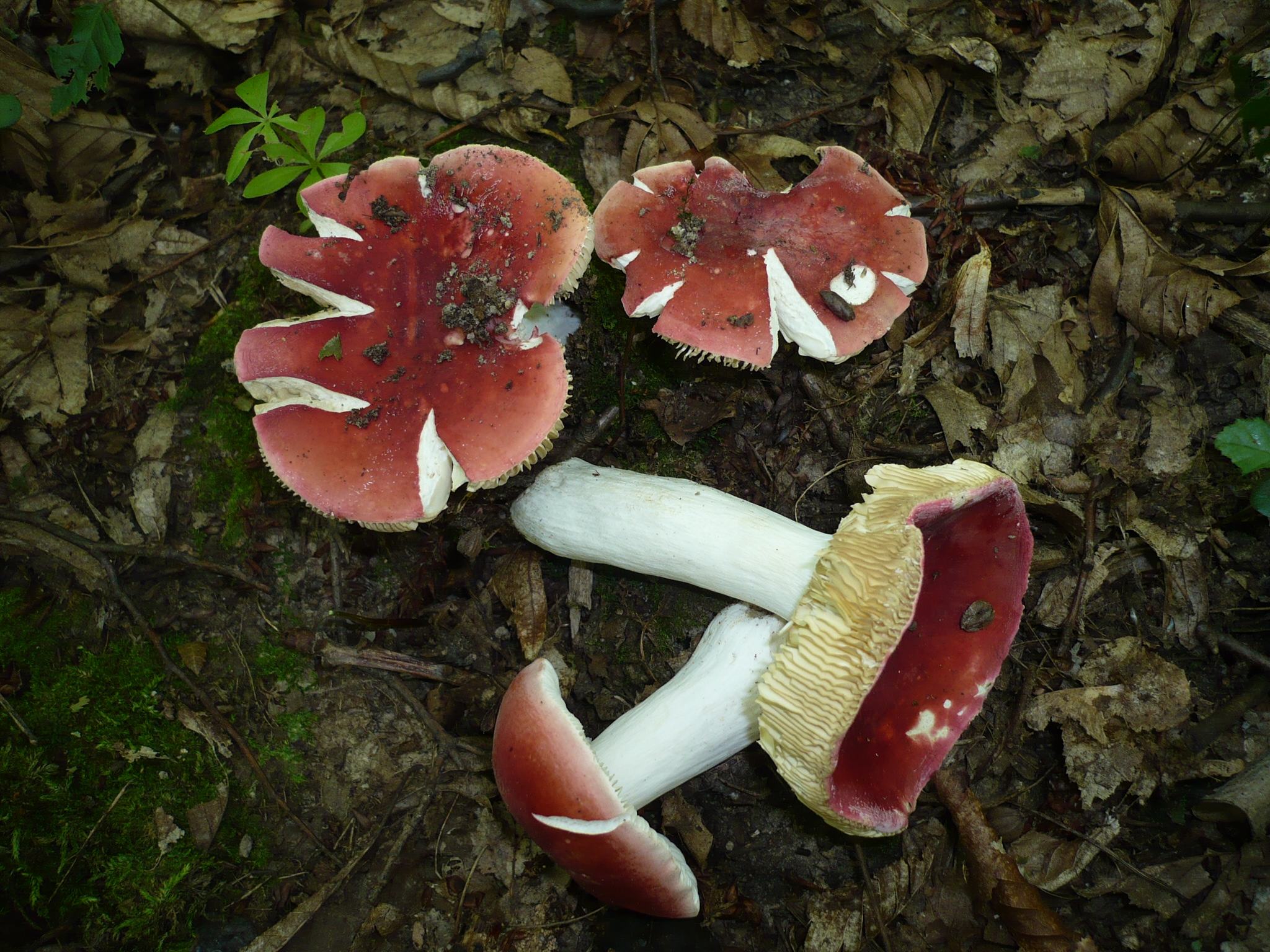
!Russula rubra!
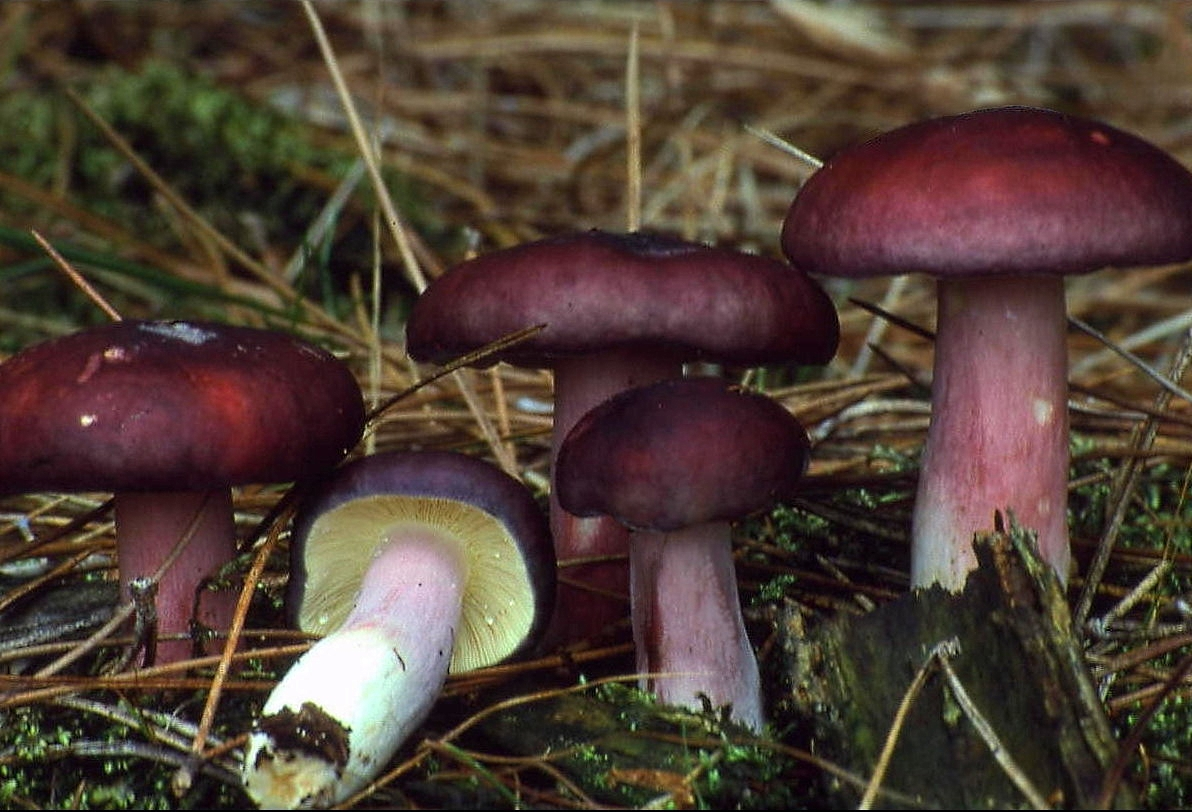
!!Russula sardonia!!
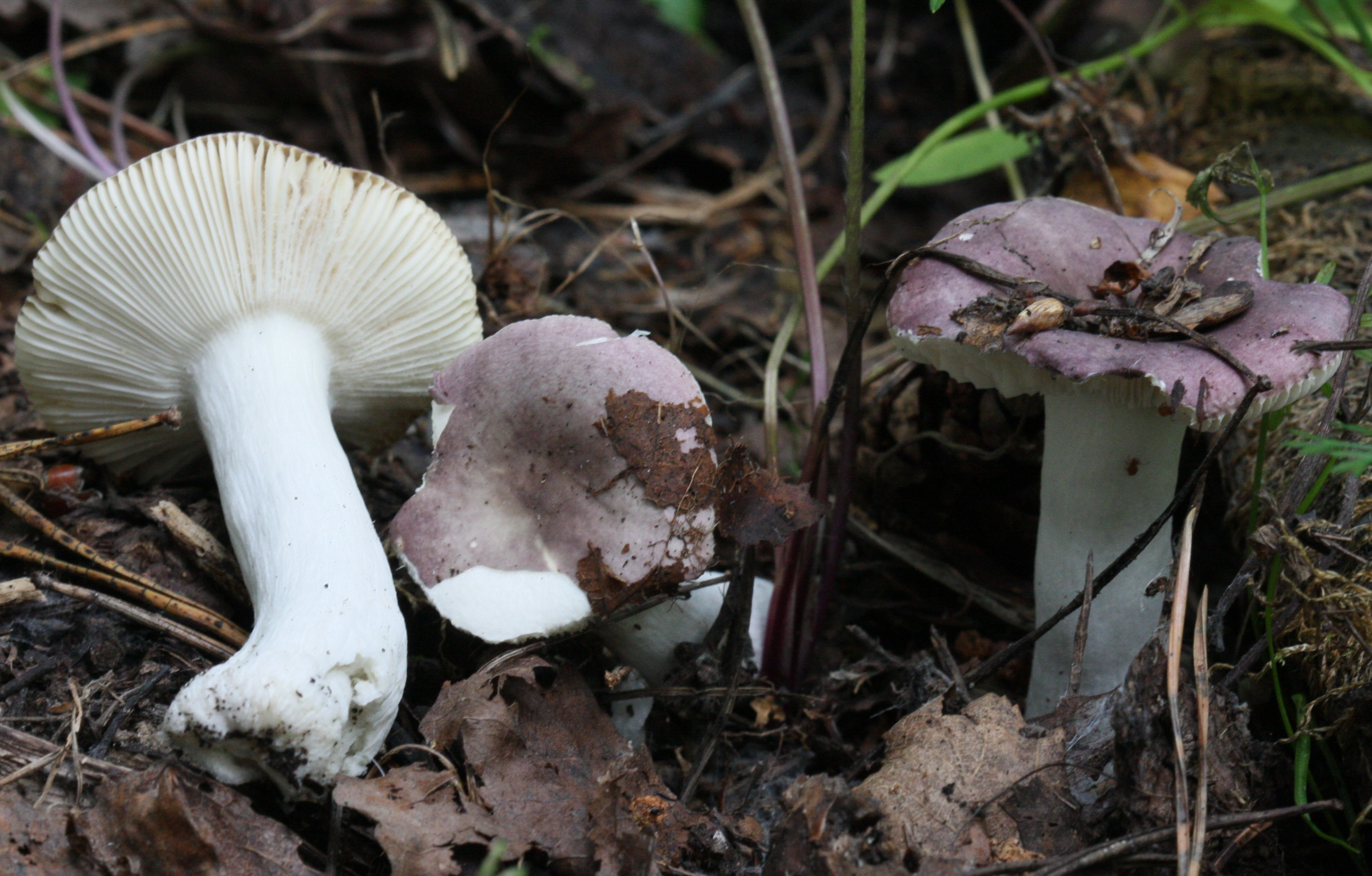
!Russula violacea!

## Valorificare
Scrumbia pădurii este, pricinuit cârnii destul de dense și compacte o ciupercă destul de savuroasă pentru consum. Din cauza mirosului de pește a ciupercii crude, ea nu place mâncată crud. Dar prin gătire, acest miros se pierde complet. Ea este de consumat cel mai bine tânără, tăiată fin și prăjită, ca ciulama de ciuperci împreună cu alte soiuri sau pe mod ardelean, friptă, cu cepe, boia ardei, smântână și pătrunjel tocat. Buretele poate fi pregătit de asemenea la grătar cu unt „à la maître d'hôtel”. Uscat, singur nu este de mare valoare, dar el poate fi amestecat cu alți bureți de pădure.